# رنگینک سینه‌سیاه
رنگینک سینه‌سیاه یا سهره ریز سینه‌سیاه (نام علمی: Lonchura teerinki)، گونه‌ای از سهرگان ریز و بومی پاپوآ غربی اندونزی است. گستره جهانی آن بین ۲۰۰۰۰ تا ۵۰۰۰۰ کیلومتر مربع برآورد شده‌است. این گونه در بوته‌زارهای خشک نیمه‌گرمسیری / دشت گرمسیری و رویشگاه مرتعی در ارتفاعات زیاد یافت می‌شود. وضعیت گونه کمترین نگرانی است.